# Attacus ethra
Attacus ethra är en fjärilsart som beskrevs av Olivier 1797. Attacus ethra ingår i släktet Attacus och familjen påfågelsspinnare. Inga underarter finns listade i Catalogue of Life.